# St. Michael (Unterrodach)

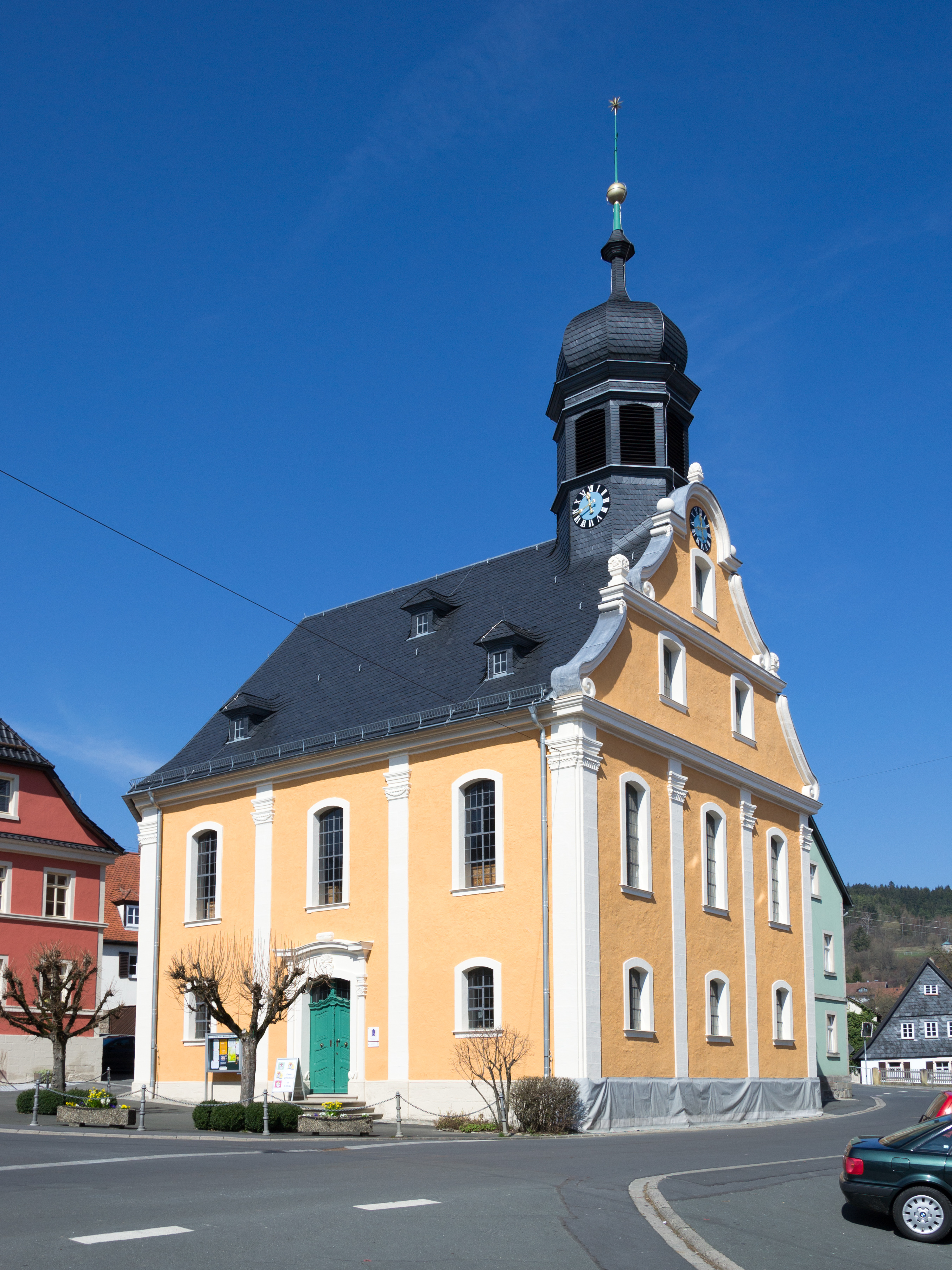
Pfarrkirche St. Michael in Unterrodach

Die evangelisch-lutherische Pfarrkirche St. Michael steht in Unterrodach, einem Gemeindeteil des oberfränkischen Marktes Marktrodach im Landkreis Kronach. Sie wurde im Jahr 1806 eingeweiht. Die Kirchengemeinde gehört zum Dekanatsbezirk Kronach-Ludwigsstadt des Kirchenkreises Bayreuth der Evangelisch-Lutherischen Kirche in Bayern.

## Baugeschichte
Im Jahr 1608 wurde in Unterrodach eine Kapelle St. Michael errichtet. Seit der Reformation war der Ort überwiegend evangelisch, die evangelischen Einwohner mussten aber in Fischbach den Gottesdienst besuchen. Die Gründung einer evangelischen Pfarrei erfolgte am 31. März 1804. Noch im selben Jahr war die Planung eines Kirchenneubaus an der Stelle der alten Kapelle abgeschlossen und im März 1805 folgte die Grundsteinlegung der Michaelskirche. Im Jahr 1806 waren die Bauarbeiten des Maurermeisters Michael Zeuß und des Zimmermeisters Martin Krauß beendet. Im Jahr 1866 erfolgte eine Erweiterung der Orgelempore.
Im Jahr 1906 wurden eine Innen- und Außensanierung der Kirche und der Einbau einer neuen Turmuhr durchgeführt. Die originale Farbigkeit der Fassade wurde 1974/1975 wiederhergestellt. Eine umfassende Innenrenovierung ließ die Kirchengemeinde 1987 und eine Außensanierung 2014 durchführen.

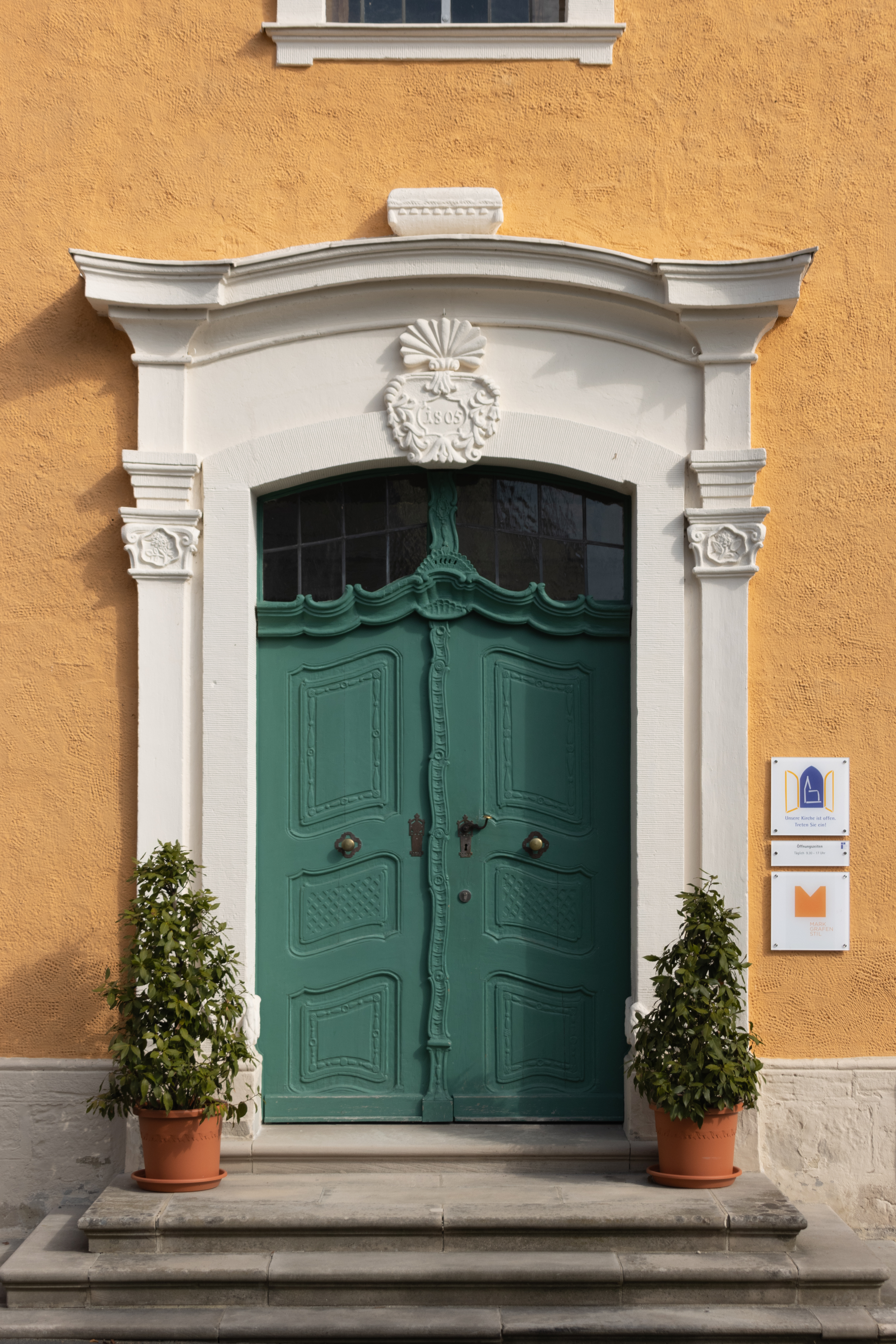
Eingangsportal

## Baubeschreibung
Die in der Ortsmitte stehende Saalkirche besitzt eine Umkehrung der üblichen Raumverhältnisse. Die Westseite, vor der die Orgelempore steht, ist mit einem dreiseitigen Schluss versehen. Vor der geraden Ostseite befindet sich der Chor. Das Kirchenschiff hat drei Achsen und wird von einer Flachdecke über einer Hohlkehle überspannt. Stichbogige Fenster in der Ostwand und den Längswänden sowie querovale Fenster in der westlichen Stirnwand und den schrägen Westwänden belichten den Innenraum.
Eine eingeschossige Holzempore an der Westseite und den beiden Längswänden ruht im Innenraum auf sechs marmorierten Sandsteinsäulen mit hohen Sockeln und Rocaillekapitellen. Vorlagen gliedern die Brüstungen der Empore. Die Sakristei befindet sich, durch Holzwände abgetrennt, unter der Südempore im östlichen Abschnitt.
Pilaster und Rahmungen aus Sandstein gliedern die klassizistisch gestaltete Putzfassade. Die Ostfassade ist in drei Abschnitte unterteilt. Über dem durchlaufenden Traufgesims befindet sich ein zweigeschossiger Volutengiebel. Im rundbogigen Giebelabschluss ist ein Ziffernblatt angeordnet. Auch die Nord- und Südfassaden sind in drei Abschnitte gegliedert. In der Mitte sind jeweils stichbogige Portale angeordnet, deren mit Palmetten bekrönte Scheitelsteine Kartuschen mit den Jahreszahlen 1804 und 1805 tragen. Pilaster und geschwungene Gesimse rahmen zusätzlich die Portale. Am östlichen Ende des Dachstuhles sitzt ein verschieferter, achtseitiger Dachreiter mit Schallöffnungen und einer Zwiebelkuppel.

## Ausstattung
Die Schreinerarbeiten des um 1806 entstandenen Kanzelaltars stammen von Georg Will. An der Stirnseite des Kanzelkorbes befindet sich ein Gemälde des Abendmahles. Zwei marmorierte Freisäulen mit korinthischen Kapitellen tragen den Schalldeckel mit der Form einer stilisierten Krone, der vom Auge Gottes in der Glorie auf einem Reichsapfel bekrönt wird. Das Auge Gottes im Dreieck mit dem Strahlenkranz, im blauen Himmel umgeben von einem Wolkenband, schmückt auch die Kirchendecke.
Der von einem Flößer gestiftete, neugotische Taufstein besteht aus Sandstein. Er hat ein achtseitiges Taufbecken und trägt die Bezeichnung 1851. Hinter dem Altar liegen zur Erinnerung an die Flößerei auf der Wilden Rodach ein Anker und das Modell eines Floßes. Das barocke, farbige Vortragekreuz mit der Jahreszahl 1712 ist der älteste Gegenstand in der Kirche. Es stammt vermutlich aus einer benachbarten evangelischen Kirche.

### Orgel
Georg Christoph Hofmann aus Neustadt stellte 1806 die Orgel auf. Es war sein erstes Werk und hatte zehn Register auf einem Manual und Pedal. Die Orgel wurde 1919 durch ein Instrument von Johannes Steinmeyer ersetzt. Der Orgelprospekt hat einen fünfteiligen Aufbau mit einem hohen Mittelturm. Auf den Seitenteilen befinden sich Engel mit Posaunen. Seit dem Jahr 1987 steht eine Orgel von Werner Bosch Orgelbau mit 20 Registern auf zwei Manualen und Pedal auf der Empore.